# Darcie Morton
Darcie Morton (* 24. Dezember 1999 in Melbourne) ist eine australische Biathletin und Skilangläuferin.

## Karriere
Darcie Morton bestritt ihr erstes offizielles Rennen bei den Juniorenwettkämpfen der Biathlon-Europameisterschaften 2015 in Otepää. Ab 2015 nahm sie auch an den Wettbewerben des IBU-Junior-Cups und an diversen Jugend- und Juniorenweltmeisterschaften teil. Bestes Ergebnis im Juniorenbereich wurde Position 15 eines Einzels in der Lenzerheide im Januar 2016. Als einzige Australierin startete Morton bei den Olympischen Jugendspielen 2016 in Lillehammer, wo mit Rang 16 im Sprint ebenfalls ein Achtungserfolg heraussprang. Ihr Debüt bei den Senioren gab die Australierin zu Beginn der Saison 2016/17 im IBU-Cup von Ridnaun. Im Verlauf des Winters startete Morton auch weiterhin im Junior-Cup, wo sie zusammen mit ihrem Bruder Damon die Single-Mixed-Staffel von Pokljuka auf Rang 8 beendete und damit zum ersten Mal eine australische Staffel unter die besten zehn eines IBU-Rennens führte.
Mortons erste große Meisterschaften wurden die Europameisterschaften 2018 in Ridnaun, wo sie 79. und 94. in Einzel und Sprint wurde. Ihr Debüt im Weltcup gab die Australierin Ende 2021 bei den Wettkämpfen in Östersund. Dort startete sie zwei Mal, beendete jedoch keines der Rennen. In Hochfilzen kam sie erstmals ins Ziel und wurde 114. Beim Einzelrennen in Antholz verbesserte Morton dieses Ergebnis und belegte den 92. Platz. Zum Ende der Saison gelang der Australierin mit Rang 48 im IBU-Cup-Sprint von Nové Město na Moravě eine weitere persönliche Bestleistung. Im Winter 2022/23 gelang Morton mit einem 37. Platz auf der Pokljuka erstmals ein Punktgewinn im IBU-Cup, zudem nahm sie an den Weltmeisterschaften in Oberhof teil und erzielte im Einzel mit Rang 74 ihr zu diesem Zeitpunkt bestes Resultat auf der höchsten Rennebene.
Morton ist auch als Skilangläuferin aktiv. So erreichte sie 2018 erstmals einen Podestplatz im Australia/New-Zealand-Cup und nahm im Folgejahr an den U-23-Skilanglaufweltmeisterschaften teil. Erfolgreich verlief der Sommer 2023, wo die Australierin im Australia/New-Zealand-Cup zwei Rennen für sich entscheiden konnte und die Gesamtwertung hinter Katerina Paul als Zweite abschloss.

## Persönliches
Darcie Morton lebt in Marlo. Ihr Bruder Damon sowie ihr Vater Cameron waren ebenfalls professionelle Biathleten.

## Statistiken

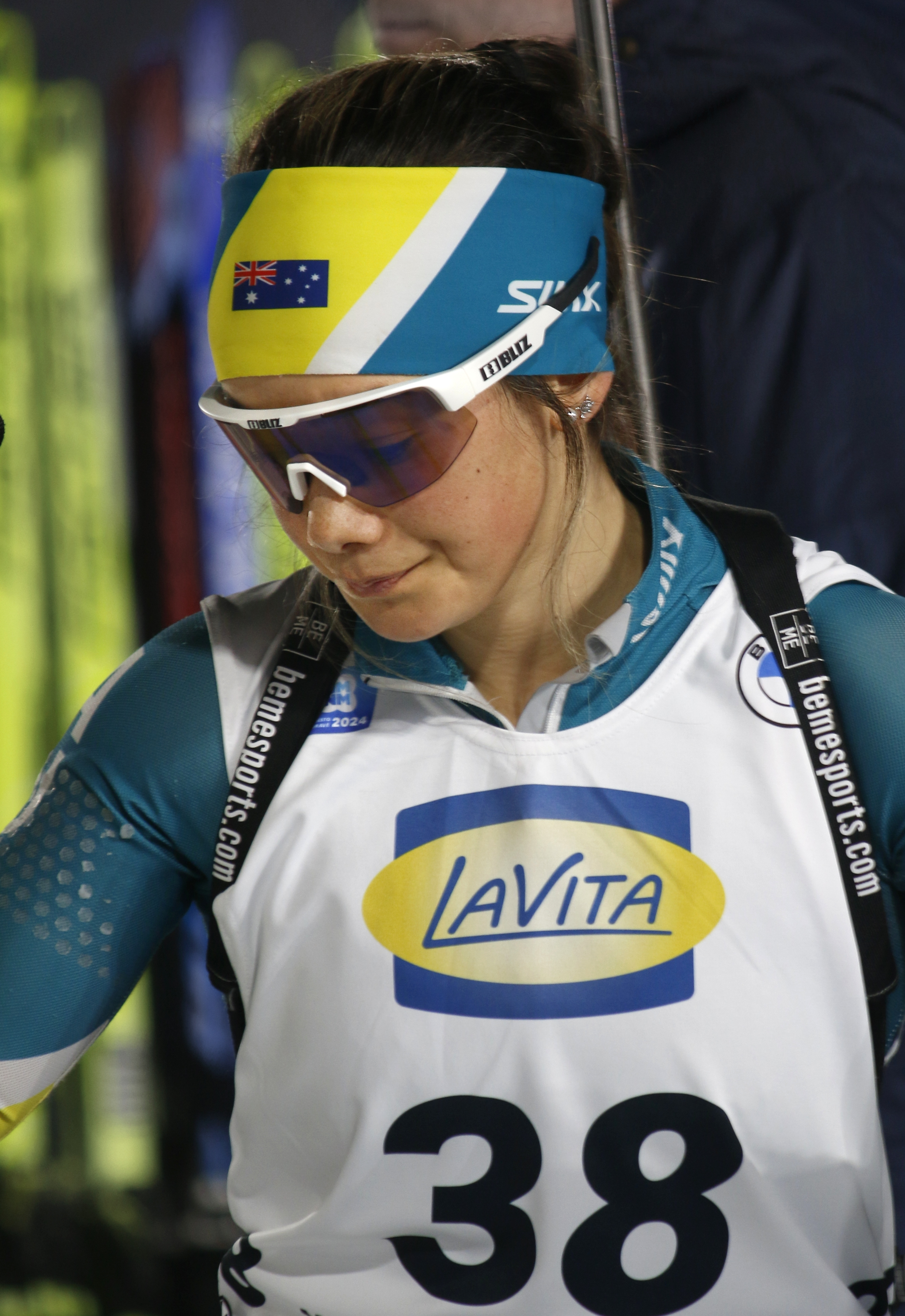
Darcie Morton (2024)

### Weltcupplatzierungen
Die Tabelle zeigt alle Platzierungen (je nach Austragungsjahr einschließlich Olympische Spiele und Weltmeisterschaften).
- 1.–3. Platz: Anzahl der Podiumsplatzierungen
- Top 10: Anzahl der Platzierungen unter den ersten zehn (einschließlich Podium)
- Punkteränge: Anzahl der Platzierungen innerhalb der Punkteränge (einschließlich Podium und Top 10)
- Starts: Anzahl gelaufener Rennen in der jeweiligen Disziplin
- Staffel: inklusive Mixed- und Single-Mixed-Staffeln

| Platzierung               | Einzel | Sprint | Verfolgung | Massenstart | Staffel | Gesamt |
| ------------------------- | ------ | ------ | ---------- | ----------- | ------- | ------ |
| 1. Platz                  |        |        |            |             |         |        |
| 2. Platz                  |        |        |            |             |         |        |
| 3. Platz                  |        |        |            |             |         |        |
| Top 10                    |        |        |            |             |         |        |
| Punkteränge               |        |        |            |             |         |        |
| Starts                    | 2      | 2      |            |             |         | 4      |
| Stand: Saisonende 2021/22 |        |        |            |             |         |        |

### Juniorenweltmeisterschaften
2019 und 2020 nahm Morton an Juniorenweltmeisterschaften teil, bis 2018 waren die Teilnahmen bei den U-18-Jährigen.
Ergebnisse bei den Juniorenweltmeisterschaften:
| Weltmeisterschaften | Weltmeisterschaften | Einzel | Sprint | Verfolgung | Staffel |
| Jahr                | Ort                 | Einzel | Sprint | Verfolgung | Staffel |
| ------------------- | ------------------- | ------ | ------ | ---------- | ------- |
| 2015                | Minsk               | 56.    | 51.    | 53.        | 13.     |
| 2016                | Cheile Grădiștei    | 16.    | 33.    | 25.        | 17.     |
| 2018                | Otepää              | 32.    | 37.    | 33.        | –       |
| 2019                | Osrblie             | 74.    | 73.    | –          | 23.     |
| 2020                | Lenzerheide         | DNS    | 73.    | –          | –       |